# 甲型疱疹病毒亞科
甲型疱疹病毒亞科（學名：Alphaherpesvirinae）是皰疹病毒科的一個亞科，包括五個屬共約45種病毒。本亞科的病毒可感染人類與其他哺乳動物，造成多種重要疾病，如豬甲型皰疹病毒1型感染豬隻可造成假性狂犬病、牛皰疹病毒一型可造成牛隻鼻氣管炎、生殖道炎與腸炎；人類單純皰疹病毒一型（HSV-1）與人類單純皰疹病毒二型（HSV-2）造成皮膚與粘膜潰瘍，水痘-帶狀疱疹病毒造成水痘與帶狀皰疹、雞皰疹病毒二型（GaHV-2）造成馬立克氏病等。
本亞科病毒與其他皰疹病毒一樣為具有包膜的雙股DNA病毒，包膜上有許多醣蛋白可與宿主細胞表面的受體結合造成感染；病毒顆粒為正二十面體，直徑約150至200奈米，基因組為不分段的線性DNA，長約12萬至18萬bp。

## 屬
- 傳染性喉氣管炎病毒屬 Iltovirus
- 馬立克病毒屬 Mardivirus
- Scutavirus
- 单纯疱疹病毒属 Simplexvirus
- 水痘疱疹病毒属 Varicellovirus

另有一病毒海龜皰疹病毒六型的分類地位未定。